# Jasurbek Jaloliddinov
Jasurbek Jaloliddinov (cirílico: Жасурбек Жалолиддинов; Navoi, 15 de mayo de 2002) es un futbolista uzbeko que juega de centrocampista en el Sogdiana Jizzakh de la Super Liga de Uzbekistán.

## Selección nacional
Es internacional absoluto con la selección de Uzbekistán desde 2020.

## Estadísticas
Actualizado al último partido disputado el 3 de noviembre de 2024.
| Club                              | Div.          | Temporada     | Liga  | Liga  | Copas nacionales | Copas nacionales | Copas internacionales | Copas internacionales | Total | Total |
| Club                              | Div.          | Temporada     | Part. | Goles | Part.            | Goles            | Part.                 | Goles                 | Part. | Goles |
| --------------------------------- | ------------- | ------------- | ----- | ----- | ---------------- | ---------------- | --------------------- | --------------------- | ----- | ----- |
| F. K. Bunyodkor Uzbekistán        | 1.ª           | 2018          | 1     | 0     | —                | —                | —                     | —                     | 1     | 0     |
| F. K. Bunyodkor Uzbekistán        | 1.ª           | 2019          | 20    | 2     | 1                | 0                | —                     | —                     | 21    | 2     |
| F. K. Bunyodkor Uzbekistán        | 1.ª           | 2020          | 8     | 1     | —                | —                | 2                     | 0                     | 10    | 1     |
| F. K. Bunyodkor Uzbekistán        | Total club    | Total club    | 29    | 3     | 1                | 0                | 2                     | 0                     | 32    | 3     |
| F. C. Lokomotiv Moscú · Rusia     | 1.ª           | 2020-21       | 0     | 0     | 0                | 0                | 0                     | 0                     | 0     | 0     |
| F. C. Lokomotiv Moscú · Rusia     | Total club    | Total club    | 0     | 0     | 0                | 0                | 0                     | 0                     | 0     | 0     |
| F. C. Tambov · Rusia              | 1.ª           | 2020-21       | 0     | 0     | 1                | 0                | —                     | —                     | 1     | 0     |
| F. C. Tambov · Rusia              | Total club    | Total club    | 0     | 0     | 1                | 0                | 0                     | 0                     | 1     | 0     |
| F. C. Andijon Uzbekistán          | 1.ª           | 2021          | 12    | 1     | 2                | 1                | ―                     | ―                     | 14    | 2     |
| F. C. Andijon Uzbekistán          | Total club    | Total club    | 12    | 1     | 2                | 1                | 0                     | 0                     | 14    | 2     |
| Lokomotiv Tashkent Uzbekistán     | 1.ª           | 2021          | 11    | 1     | 1                | 0                | ―                     | ―                     | 12    | 1     |
| F. C. Kairat Almaty · Kazajistán  | 1.ª           | 2022          | 7     | 0     | 0                | 0                | ―                     | ―                     | 7     | 0     |
| F. C. Kairat Almaty · Kazajistán  | Total club    | Total club    | 7     | 0     | 0                | 0                | 0                     | 0                     | 7     | 0     |
| Lokomotiv Tashkent Uzbekistán     | 1.ª           | 2022          | 12    | 0     | 2                | 0                | ―                     | ―                     | 14    | 0     |
| Lokomotiv Tashkent Uzbekistán     | Total club    | Total club    | 23    | 1     | 3                | 0                | 0                     | 0                     | 26    | 1     |
| F. K. Olympic Tashkent Uzbekistán | 1.ª           | 2023          | 21    | 5     | 5                | 4                | ―                     | ―                     | 26    | 9     |
| F. K. Olympic Tashkent Uzbekistán | Total club    | Total club    | 21    | 5     | 5                | 4                | 0                     | 0                     | 26    | 9     |
| F. K. Neftchi Fergana Uzbekistán  | 1.ª           | 2024          | 10    | 2     | 0                | 0                | ―                     | ―                     | 10    | 2     |
| F. K. Neftchi Fergana Uzbekistán  | Total club    | Total club    | 10    | 2     | 0                | 0                | 0                     | 0                     | 10    | 2     |
| Sumgayit F. K. Azerbaiyán         | 1.ª           | 2024-25       | 15    | 0     | 3                | 0                | ―                     | ―                     | 18    | 0     |
| Sumgayit F. K. Azerbaiyán         | Total club    | Total club    | 15    | 0     | 3                | 0                | 0                     | 0                     | 18    | 0     |
| Sogdiana Jizzakh Uzbekistán       | 1.ª           | 2025          | 0     | 0     | 0                | 0                | ―                     | ―                     | 0     | 0     |
| Sogdiana Jizzakh Uzbekistán       | Total club    | Total club    | 0     | 0     | 0                | 0                | 0                     | 0                     | 0     | 0     |
| Total carrera                     | Total carrera | Total carrera | 117   | 12    | 15               | 5                | 2                     | 0                     | 134   | 17    |
| 1. 2.                             |               |               |       |       |                  |                  |                       |                       |       |       |